# 儀聖皇后
儀聖皇后（越南语：／，?—?），姓陳氏（越南语：／），越南陳朝第七代君主陳裕宗陳暭的皇后。
儀聖皇后原是平章惠肅王陳年第四女，封为懿慈公主（越南语：／）。陳裕宗绍丰九年（1349年）十月，裕宗册封懿慈公主為儀聖皇后。大治十二年（1369年）五月廿五日，裕宗驾崩。臨崩之日，因为無嗣，迎兄长陈元昱的儿子陈日礼入繼大統。八月初四日，陈日礼尊憲慈皇太后為憲慈宣聖太皇太后，儀聖皇后為徽慈佐聖皇太后（越南语：／）。《岭南摭怪》其中的《何乌雷传》也提到了儀聖皇后。